# Oullins
Oullins är en kommun i departementet Rhône i regionen Auvergne-Rhône-Alpes i östra Frankrike. Kommunen ligger i kantonen Oullins som tillhör arrondissementet Lyon. Oullins är en förort till den franska staden Lyon. År 2020 hade Oullins 26 994 invånare.

## Befolkningsutveckling
Antalet invånare i kommunen Oullins
| Referens: INSEE |